# Innu-aimun
Cet article concerne la langue innu. Pour le peuple innu, voir Innus.
L’innu-aimun, également appelé innu ou montagnais, est une langue parlée par les Innus, un peuple autochtone de l'Est du Canada. Il s'agit d'une langue polysynthétique.
Les Innus habitent dans les régions de la Côte-Nord, du Nord-du-Québec et du Saguenay–Lac-Saint-Jean, au Québec, et au Labrador.
L'innu-aimun, le naskapi, le cri et l'atikamekw forment un continuum linguistique, qui s'étend du golfe du Saint-Laurent, sur le Nord du Québec, jusqu'aux montagnes Rocheuses.
Selon Statistique Canada, en 2021, l'innu-aimun est la langue maternelle de 9 490 personnes au Canada. Malgré son nombre de locuteurs relativement élevé comparé à d'autres langues autochtones du Canada, l'innu-aimun est considéré comme étant menacé d'extinction.
L’innu-aimun est maintenant enseigné dans les institutions telles que le centre de langues de l’Université de Montréal et l’Institution Kiuna au sein du profil Arts, lettres et communication,.

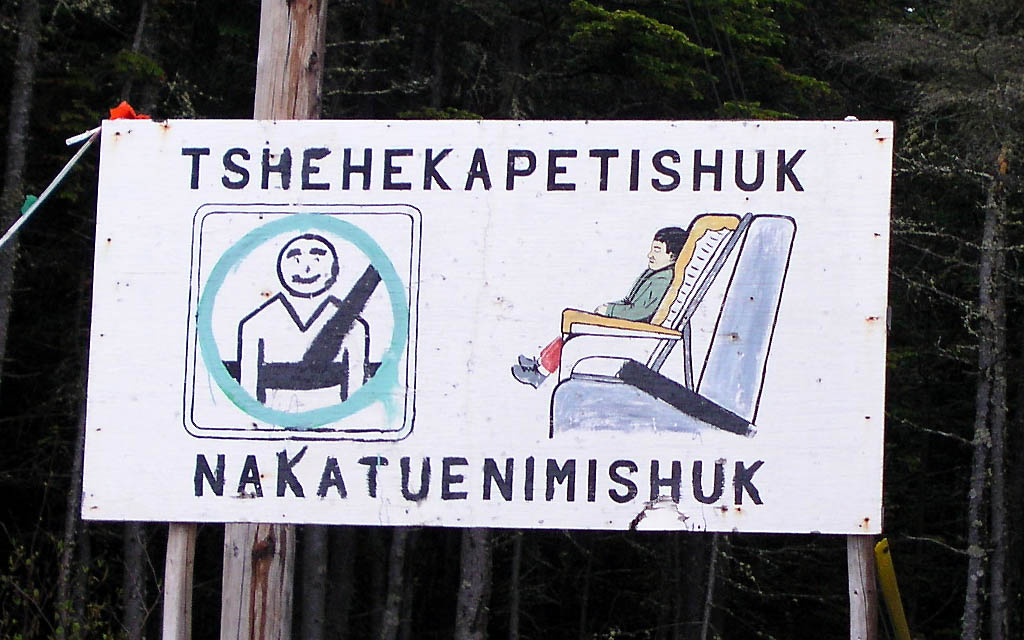
Panneau avec le message « Attachez vos enfants » en innu-aimun à Nutashkuan, au Québec.

## Uniformisation
À la fin des années 1980 et au début des années 1990, un processus d'uniformisation de la langue a été entrepris par différentes organisations.
Cette uniformisation concerne seulement l'écriture et l'orthographe. Elle ne dicte pas la façon dont les mots doivent être prononcés selon les différents dialectes et ne privilégie pas un mot provenant d'un dialecte ou d'un autre.
C'est ainsi qu'un dictionnaire innu-français a été publié en 1991 par Lynn Drapeau.

## Grammaire
La linguiste Danielle Cyr définit l'innu comme une langue polysynthétique : « On signifie par là que cette langue offre la possibilité de construire des mots si complexes qu'ils incorporent une quantité de sens souvent équivalente à celle qui est contenue dans toute une phrase d'une autre langue, le français par exemple. Ainsi, le mot auass (prononcer « wass »), qui veut dire enfant, prendra différentes significations si on y ajoute des affixes (préfixes, médianes et/ou suffixes) :
- auass : enfant
- auassat : (les ou des) enfants
- nitauassim : mon enfant
- nitauassimat : mes enfants
- nitauassimissat : mes jeunes (petits) enfants »

L'ordre des mots est relativement libre en innu. Les trois classes de base des mots sont les noms, les verbes et les particules. Les noms présentent deux genres, animé et inanimé, et peuvent porter des affixes indiquant le pluriel, la possession, l'obviation et la localisation. Les verbes sont divisés en quatre classes basées sur leur transitivité : intransitif animé, intransitif inanimé, transitif inanimé et transitif animé. Les verbes peuvent porter des affixes indiquant l'accord (aussi bien avec le sujet ou avec le complément d'objet), le temps, le mode et l'inversion. Deux ensembles différents d'affixes verbaux peuvent être utilisés selon le contexte syntaxique du verbe.

### Alphabet
L'alphabet innu comprend 11 consonnes : h, k, kᵘ, m, mᵘ, n, p, sh, ss, t et tsh. Il comprend sept voyelles : a, ā, e, i, ī, u et ū.
| Lettre        | h   | k   | kᵘ   | m   | n   | p   | sh  | ss  | t   | tsh  |
| Prononciation | /h/ | /k/ | /kʷ/ | /m/ | /n/ | /p/ | /ʃ/ | /s/ | /t/ | /tʃ/ |

| Lettre        | â   | e     | î   | û   |
| Prononciation | /a/ | /e~ɛ/ | /i/ | /o/ |

| Lettre        | a     | i     | u       |
| Prononciation | /ʌ~ə/ | /ɪ~ə/ | /o~ʊ~u/ |

## Dialectes
L'innu est une langue parlée dans neuf communautés, dans différents dialectes.
Mashteuiatsh et Pessamit sont deux communautés prononçant le « n » en « l » ; Uin (lui) se dit « uil » dans ces deux réserves innues. 
Ensuite, il y a Essipit, communauté presque totalement francophone.
Uashat mak et Mani-utenam sont situées à Sept-Îles. Dans ces deux villages séparés par 16 km, on peut déjà trouver quelques différences orales.
Ensuite, il y a Ekuanitshit (Mingan), Nutashkuan, Unamen Shipu (La Romaine) et Pakuashipu (Saint-Augustin), tous parlant avec une forte intonation.
Enfin il y a Matimekush (Schefferville) qui se rapproche du dialecte de Uashat mak Mani-utenam.
Il y a en tout 16 412 Innus, en incluant les deux communautés du Labrador Tshishe-shatshit et Natuashish.
Compte tenu des différences linguistiques entre les Innus de la Côte-Nord et les Pekuakamilnuatsh (Ilnus du Lac-Saint-Jean), la communauté de Mashteuiatsh a adopté en 2004 une langue officielle du nom de « nehlueun ».

## Proportion de locuteurs
Les recensements effectués par le gouvernement canadien permettent de se faire une idée sur l'évolution du pourcentage d'innus continuant à pratiquer la langue.
Les chiffres montrent une bonne transmission de la langue à l'exception de la communauté d'Essipit, faible en nombre et francisée depuis longtemps et de Mashteuiatsh où la langue est en voie de disparition au profit du français.
| Province canadienne     | Région administrative   | Réserve indienne correspondante | % population autochtone de langue maternelle autochtone | % population autochtone de langue maternelle autochtone | % population autochtone de langue maternelle autochtone | % population autochtone qui utilise le plus souvent la langue autochtone à la maison | % population autochtone qui utilise le plus souvent la langue autochtone à la maison | % population autochtone qui utilise le plus souvent la langue autochtone à la maison |
| Province canadienne     | Région administrative   | Réserve indienne correspondante | en 2006                                                 | en 2011                                                 | en 2016                                                 | en 2006                                                                              | en 2011                                                                              | en 2016                                                                              |
| ----------------------- | ----------------------- | ------------------------------- | ------------------------------------------------------- | ------------------------------------------------------- | ------------------------------------------------------- | ------------------------------------------------------------------------------------ | ------------------------------------------------------------------------------------ | ------------------------------------------------------------------------------------ |
| Québec                  | Saguenay-Lac Saint Jean | Mashteuiatsh (Pointe-Bleue)     | 19                                                      | 15,9                                                    | 13,3                                                    | 7,7                                                                                  | 5,4                                                                                  | 14,2                                                                                 |
| Québec                  | Côte-Nord               | Essipit (Les Escoumins)         | -                                                       | -                                                       | -                                                       | -                                                                                    | -                                                                                    | -                                                                                    |
| Québec                  | Côte-Nord               | Pessamit (Betsiamites)          | 97,2                                                    | 96,2                                                    | 97,1                                                    | 94,9                                                                                 | 94,4                                                                                 | 97,6                                                                                 |
| Québec                  | Côte-Nord               | Uashat et Maliotenam            | 88,7 88,6                                               | 85,3 90                                                 | 75,2 86,8                                               | 77,2 76,7                                                                            | 67,3 75,8                                                                            | 80,3 88,5                                                                            |
| Québec                  | Côte-Nord               | Ekuantshit (Mingan)             | 98,8                                                    | 97,8                                                    | 95,4                                                    | 93,9                                                                                 | 98.9                                                                                 | 99,1                                                                                 |
| Québec                  | Côte-Nord               | Nutukuan (Natashquan)           | 98,8                                                    | 99,4                                                    | 99,4                                                    | 94,4                                                                                 | 98,3                                                                                 | 99,4                                                                                 |
| Québec                  | Côte-Nord               | Unamen Shipu (La Romaine)       | 99,5                                                    | 100                                                     | 99,5                                                    | 98,9                                                                                 | 99                                                                                   | 99,5                                                                                 |
| Québec                  | Côte-Nord               | Pakuashipi (St-Augustin)        | 96,5                                                    | -                                                       | 97,7                                                    | 96,5                                                                                 | -                                                                                    | 97,7                                                                                 |
| Québec                  | Côte-Nord               | Matimekosh et Lac-John          | 97                                                      | 98,1                                                    | 92,2                                                    | 93,9                                                                                 | 97,1                                                                                 | 99,1                                                                                 |
| Québec                  | Nord-du-Québec          | Kawawachikamach                 | -                                                       | 96,6                                                    | 91,6                                                    | -                                                                                    | 94,9                                                                                 | 97,5                                                                                 |
| Terre-Neuve-et-Labrador | Labrador                | Sheshatshiu                     | -                                                       | 89,5                                                    | 82                                                      | -                                                                                    | 83,2                                                                                 | 81,6                                                                                 |
| Terre-Neuve-et-Labrador | Labrador                | Natuashish                      | 91,7                                                    | 97,2                                                    | 92,7                                                    | 91,7                                                                                 | 90,4                                                                                 | 93,3                                                                                 |

L’absence de données pour les réserves d’Essipit et de Pakuashipi s’explique par le fait qu’elles comptaient moins de 250 habitants au moment du recensement. 

## Exemples

### Extrait d'un texte innu-aimun
- Texte
  - Mashten-atushkan nene, katshi unian ekue mitshishuian. Atauitshuapit ekue ituteian. Mina nitaiati tshetshi minaputsheian. Nimishta-aiati.
  - Katshi takushinian nitshinat, ekue minaputsheian. Nimishta-minaputsheti. Katshi tshishi-minaputsheian ekue tshishtapunitishuian. Nuitsheuakan peikᵘ nitaimikuti tshetshi natshi-kutueiat.
- Traduction française
  - Dimanche dernier, après m'être levé, j'ai mangé. Puis, je suis allé au dépanneur. J'ai acheté des baies pour faire de la confiture. J'en ai acheté beaucoup.
  - Rendu chez moi, j'ai fait la confiture. J'en ai fait beaucoup. Après en avoir fait, je me suis lavé. Une de mes amies m'a appelé pour aller pique-niquer.

### Expressions courantes
- Innu-aimi ma! - Parle donc innu-aimun !
- Kuei! - Bonjour !
- Tan eshpanin? - Comment ça va ?
- Niminupanin - Je vais bien
- Miam a = Ça va bien
- Tan eshinikashuin? ou Tan eshinikatikauin? - Comment t'appelles-tu ?
- Auen tshin? = Qui es-tu ?
- Tanite uetshipanin? - D'où viens-tu ?
- Tan etatupipuneshin? - Quel âge as-tu ?
- Tshekuan etutamin? - Que fais-tu ?
- Apu tshekuan tutaman - Je ne fais rien
- Eshe - Oui
- Mauat - Non
- Tshinashkumitin - Merci (Je te remercie)
- Iame ou Niaut - Au revoir
- Tanite etat? - Où est-il ? (objet animé)
- Tanite tekuak? - Où est-il ? (objet inanimé)
- Tshekuan ma ? - Pourquoi ?
- Tanite nana etutamin nitassi? - Qu'as-tu fait de mon pays ?

### Conjugaison
Voir
| Animé        | Inanimé      | Traduction                |
| ------------ | ------------ | ------------------------- |
| Nuapamau     | Nuapaten     | Je le vois                |
| Tshuapamau   | Tshuapaten   | Tu le vois                |
| Uapameu      | Uapatamᵘ     | Il le voit                |
| Nuapamanan   | Nuapatenan   | Nous le voyons (Exclusif) |
| Tshuapamanan | Tshuapatenan | Nous le voyons (Inclusif) |
| Tshuapamanau | Tshuapetenau | Vous le voyez             |
| Uapameuat    | Uapatamuat   | Ils le voient             |